# St. Pankratius (Nievenheim)

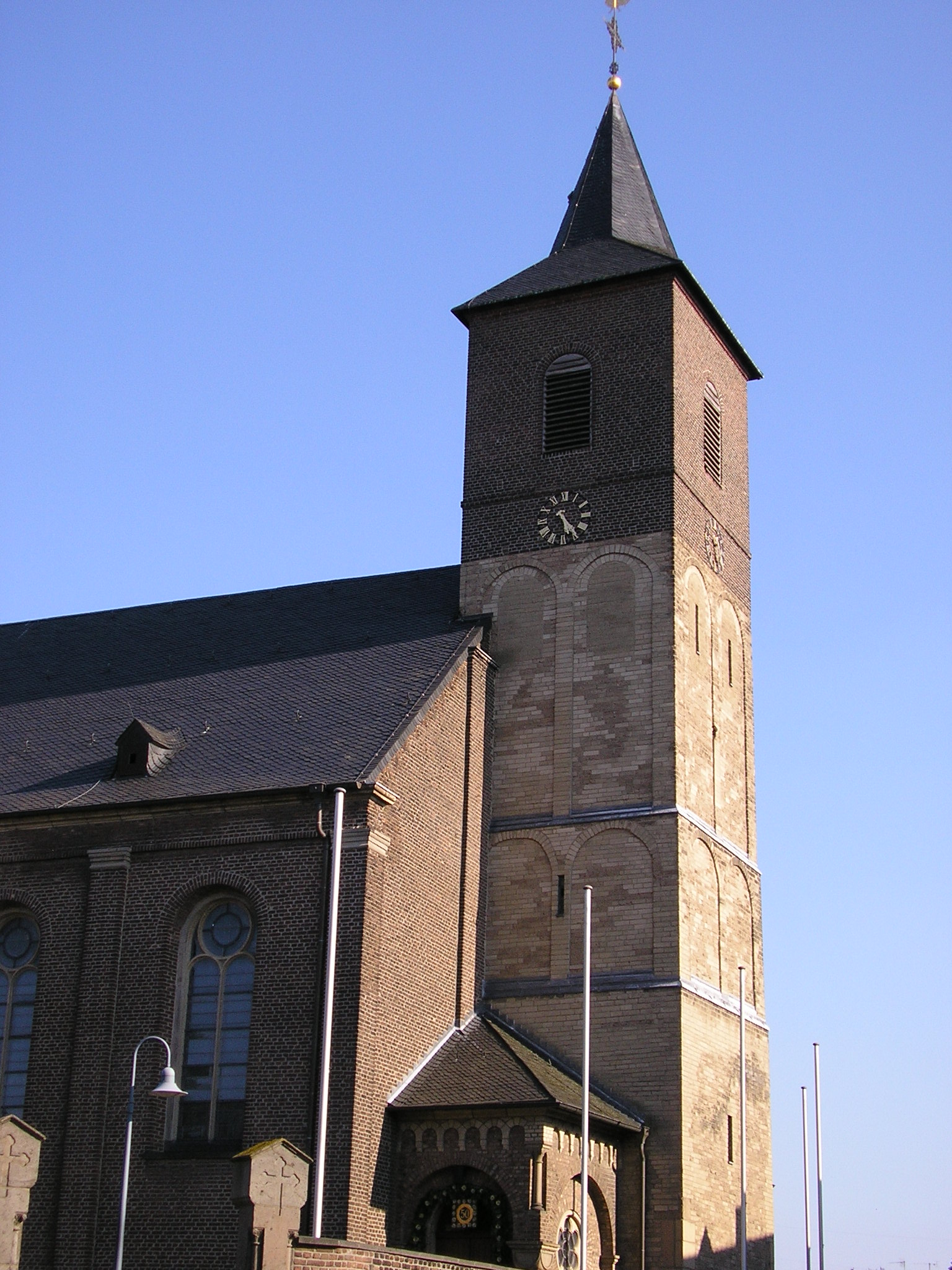
St. Pankratius. Der romanische Turm

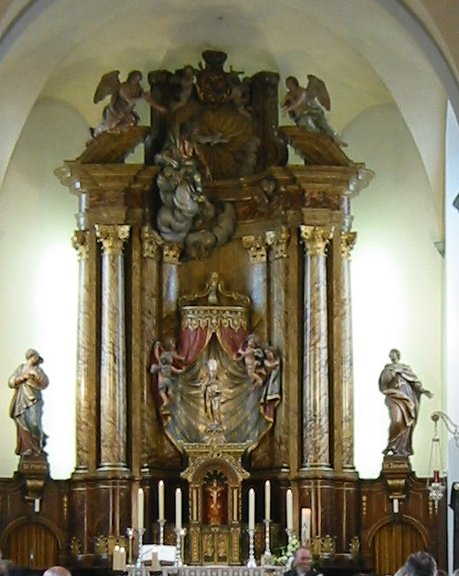
Der Hochaltar mit dem Gnadenbild

St. Pankratius ist die römisch-katholische Pfarrkirche von Nievenheim, einem Stadtteil Dormagens im Rhein-Kreis Neuss. Sie geht im Kern bis in das 12. Jahrhundert zurück.

## Geschichte
Nievenheim wurde bereits 796 in Urkunden der Abtei Werden genannt. St. Pankratius selber wurde 1262 erstmals als Pfarrkirche erwähnt, der heute noch vorhandene romanische Westturm deutet jedoch auf ein höheres Alter der Kirche hin, da er in das 12. Jahrhundert datiert wird. Der Turm besteht in den drei unteren Geschossen aus Tuff, ein viertes Stockwerk aus Backstein mit spitzbogigen Fenstern wurde wahrscheinlich im 15. Jahrhundert aufgesetzt. Das unterste Geschoss ist ungegliedert, im zweiten und dritten besitzt er auf jeder Seite zwei rundbogige Blenden und im dritten vermauerte Fenster.
1557 gelangte die Kirche in den Besitz einer Salvator-Figur, die sich zuvor in der Duisburger Salvatorkirche befunden hatte und im Zuge der Reformation dort entfernt worden war. Dieses Gnadenbild wird bis heute in Nievenheim im Rahmen einer Salvator-Oktav verehrt.
Die Anziehungskraft der Figur für Pilger führte im 18. Jahrhundert zu dem Entschluss, eine neue, größere Kirche zu errichten. Diese wurde 1741 bis 1743 unter Beibehaltung des Turmes als barocke dreischiffige Hallenkirche errichtet. Der Turm trägt einen Aufsatz von 1840.

## Orgel und Glocken
- Die Orgel ist ein Werk der Manufaktur Westfälischer Orgelbau S. Sauer aus dem Jahr 1996, die das Instrument mit 38 Registern auf drei Manualen und Pedal in ein historisches Gehäuse einbaute.[2]

- Im Kirchturm befindet sich ein Glockengeläut von fünf Kirchenglocken:[3]

| Glocke | Gewicht ≈ | Durchmesser | Gießer                           | Gussjahr | Schlagton |
| ------ | --------- | ----------- | -------------------------------- | -------- | --------- |
| 1      | 1900 kg0  | 1439 mm0    | Feldmann & Marschel, Münster     | 1955     | cis’-2    |
| 2      | 850 kg    | 1098 mm0    | Hermann von Alfter               | 1478     | fis’-6    |
| 3      | 480 kg    | 950 mm      | Feldmann & Marschel, Münster     | 1955     | gis’-4    |
| 4      | 420 kg    | 903 mm      | Feldmann & Marschel, Münster     | 1955     | a’-5      |
| 5      | 300 kg    | 797 mm      | Petit & Gebr. Edelbrock, Gescher | 1931     | h’-4      |